# Doja Cat
Amala Ratna Zandile Dlamini, nghệ danh: Doja Cat (/ˈdoʊdʒə/), (phát âm tiếng Zulu: [ˈzandile ˈɮamini]; sinh ngày 21 tháng 10 năm 1995), là nữ ca sĩ, rapper, nhạc sĩ kiêm nhà sản xuất nhạc người Mỹ. Sinh ra và lớn lên ở Los Angeles, California, cô bắt đầu viết nhạc và đăng tải lên trang SoundCloud khi còn là thiếu niên. Ca khúc "So High" được Kemosabe và RCA Records quan tâm, giúp cô có được hợp đồng với các hãng đĩa này. Năm 2014, cô ra mắt EP đầu tay Purrr!.
Sau một thời gian nghỉ, Doja Cat ra mắt album phòng thu đầu tiên Amala năm 2018, đĩa đơn "Mooo!" từ album nhận được quan tâm của dư luận và giúp cô trở thành một hiện tượng internet. Album thứ hai, Hot Pink, cũng được phát hành ngay năm 2019 sau đó và lọt vào top 10 của Billboard 200. Đĩa đơn "Say So" bản remix với Nicki Minaj đứng hạng nhất Billboard Hot 100. Album thứ ba, Planet Her (2021), chiếm vị trí thứ hai trong bốn tuần của Billboard 200, với các đĩa đơn "Kiss Me More" (với SZA), "Need to Know" và "Woman". Scarlet, album thứ tư ra mắt năm 2023 với phong cách hip hop, đạt top năm của Billboard 200, đĩa đơn đầu tiên  "Paint the Town Red" trở thành bài hát thành công nhất của nữ ca sĩ từ trước tới nay khi là bài đơn ca hạng nhất đầu tiên mà cô giành được trên Hot 100, cũng như đứng đầu nhiều bảng xếp hạng ở các quốc gia khác.
Trong sự nghiệp của mình, cô đã nhận được một giải Grammy, năm giải thưởng Âm nhạc Billboard, năm giải thưởng Âm nhạc Mỹ và năm giải Video âm nhạc của MTV. Cô là một trong những nghệ sĩ có doanh thu cao nhất của thập niên 2020 theo Billboard, được liệt kệ trong danh sách Time 100 - 100 người có ảnh hưởng nhất năm 2023 của tạp chí Time.

## Tiểu sử
Amala Ratna Zandile Dlamini sinh ngày 21 tháng 10 năm 1995 ở khu Tarzana, Los Angeles, California. Mẹ cô, Deborah Sawyer, là nhà thiết kế đồ hoạ người Mỹ gốc Do Thái, cha cô, Dumisani Dlamini, là một nghệ sĩ Nam Phi gốc Zulu. Ông được biết tới qua vai Crocodile trong vở nhạc kịch Broadway bản gốc, Sarafina!, và bản điện ảnh chuyển thể năm 1992. Cô và em trai có một cuộc đoàn tụ ngắn với cha khi ông ở New York diễn Broadway, nhưng ông quá bận và không có nhiều thời gian dành cho các con. Ông chia sẻ mình về Nam Phi vì nhớ nhà và hy vọng các con cũng sẽ quay lại với ông. Tuy nhiên, nữ rapper nhiều lần cho biết cô xa lánh cha, nói rằng cô "chưa bao giờ gặp cha", Dumisani phủ nhận thông tin này, khẳng định cả hai vẫn có mối quan hệ tốt đẹp, quản lý của cô chỉ muốn chặn tất cả liên hệ giữa hai người để không "bị mất nghệ sĩ".

## Danh sách album
- Amala (2018)
- Hot Pink (2019)
- Planet Her (2021)
- Scarlet (2023)

## Danh sách phim

### Truyền hình
| Năm       | Tên                                       | Vai          | Ct                        |
| --------- | ----------------------------------------- | ------------ | ------------------------- |
| 2019      | Late Night with Seth Meyers               | (Chính mình) | Khách mời ca nhạc         |
| 2019–2020 | Wild 'n Out                               | (Chính mình) | Khách mời (2 tập)         |
| 2020      | The Late Late Show with James Corden      | (Chính mình) | Khách mời ca nhạc         |
| 2020      | The Tonight Show Starring Jimmy Fallon    | (Chính mình) | Khách mời ca nhạc (2 tập) |
| 2020      | Jimmy Kimmel Live!                        | (Chính mình) | Khách mời ca nhạc         |
| 2020      | Post Malone's Celebrity World Pong League | (Chính mình) | Khách mời                 |
| 2020      | Dick Clark's New Year's Rockin' Eve       | (Chính mình) |                           |
| 2021      | Dave                                      | (Chính mình) | Tập: "Somebody Date Me"   |
| 2021      | MTV Video Music Awards                    | (Chính mình) | Dẫn chương trình          |

### Trò chơi điện tử
| Năm  | Tên         | Vai          | Ct                |
| ---- | ----------- | ------------ | ----------------- |
| 2022 | House Party | (Chính mình) | Phiên bản mở rộng |

## Tour

### Hát chính
- Amala Tour (2018–2019)[18][19]
- The Scarlet Tour (2023–2024)[20]

### Hỗ trợ
- Theophilus London – Vibes Tour (2015)[21]
- Lizzo – Good as Hell Tour (2017)[22]